# Savonlinna
Savonlinna (tiếng Thụy Điển: Nyslott) là một thành phố giáp với hồ Saimaa tại miền Đông Nam Phần Lan với dân số là 33.580 người. Trong tiếng Phần Lan "Savonlinna" nghĩa là "Lâu đài xứ Savo" còn tên tiếng Thụy Điển là "Lâu đài mới".

## Lịch sử
Thị trấn được thành lập vào năm 1639 trên nền tảng Lâu đài Olavinlinna (hình bên trái). Lâu đài này được dựng lên bởi Erik Axelsson Tott vào năm 1475 với mục đích bảo vệ Savonia và vùng ranh giới bất ổn thuộc Vương quốc Thụy Điển đang bị Đế quốc Nga đe dọa. Trong Chiến tranh Nga - Thụy Điển (1741-1743), tướng Peter Lacy đã chiếm được lâu đài này và sáp nhập vào Đại Công quốc Phần Lan.
Vào năm 1973, thị trấn Sääminki được sáp nhập vào thị trấn Savonlinna, theo đó là Savonranta và dải đất 31 km² thuộc Enonkoski vào đầu năm 2009

## Thắng cảnh
Địa điểm được chú ý nhất tại thành phố là lâu đài Olavinlinna được xây trên một hòn đảo vào thế kỷ XV. Ngay gần khu vực lâu đài chính là Bảo tàng Thành phố. Một số địa điểm thu hút khác có thể kể đến Bảo tàng rừng Lusto tại Punkaharju hay nhà thờ gỗ lớn nhất thế giới tại Kerimäki.
Hằng năm thành phố đều tổ chức Liên hoan Opera, với các ca khúc opera được trình diễn trên sân khấu được lắp đặt bên trong lâu đài Olavinlinna. Ngoài ra thành phố còn tổ chức Giải vô địch Ném điện thoại thế giới từ năm 2000.

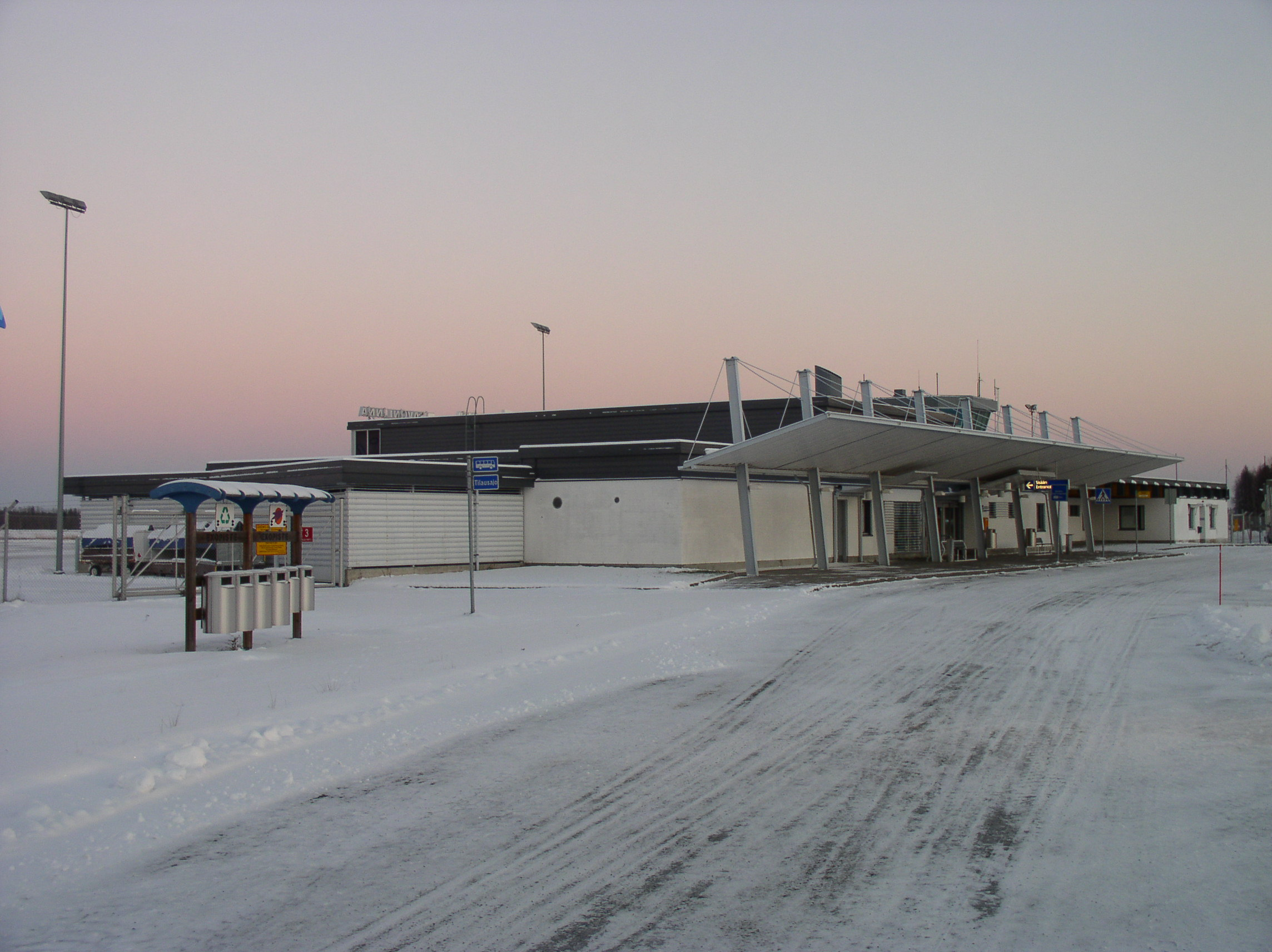
Sân bay Savonlinna

## Giao thông
Đoạn đường từ Savonlinna tới thành phố Helsinki dài 335 km, mất khoảng 4 tiếng đồng hồ đi lại bằng tầu hỏa. Trong địa bàn thành phố có một sân bay, một chuyến bay đến thủ đô Helsinki hết từ 40–60 phút.

## Giáo dục
Viện Đại học Đông Phần Lan có một cơ sở tại Savonlinna chủ yếu để đào tạo giáo viên, nhưng đã ngừng hoạt động từ năm 2018. Viện Đại học Khoa học ứng dụng Đông Nam Phần Lan cũng có cơ sở tại đây, với mục đích cung cấp các khóa học về chăm sóc sức khỏe và công nghệ xử lý.
Bên cạnh đó, thành phố Savonlinna còn có hai trường cao đẳng, một trong số đó giảng dạy chuyên sâu về hội họa. Ngay khi thành lập vào 1967, nó đã trở thành trường cao đẳng chuyên ngành đầu tiên tại Phần Lan cũng như trong khu vực các nước Bắc Âu

## Thể thao
Đội khúc gôn cầu SaPKo của thành phố đang chơi tại Giải vô địch Mestis
Đội bóng chuyền Saimaa Volley cũng thường xuyên chơi tại sân nhà của mình tại Savonlinna. Ngoài ra đội bóng đá STPS cũng đang chơi tại giải đấu Kolmonen

## Quan hệ quốc tế

### Thành phố kết nghĩa
Thành phố Savonlinna kết nghĩa với các thành phố:
- Detmold, Đức
- Kalmar, Thụy Điển
- Torzhok, Nga
- Árborg, Iceland
- Arendal, Na Uy
- Silkeborg, Đan Mạch

## Những người đáng chú ý
- Hannu Aravirta,cựu tiền đạo khúc côn cầu trên băng, huấn luyện viên cho các đội tuyển Phần Lan như SM-liiga và Elitserien.
- Ville Leino, cựu tiền đạo khúc côn cầu trên băng.
- Jarmo Myllys, cựu thủ môn khúc côn cầu, thành viên của đội khúc côn cầu trên băng Olympic Phần Lan những năm 1988, 1994 và 1998.
- Joonas Rask, tiền đạo khúc côn cầu cho HIFK
- Tuukka Rask, thủ môn khúc côn cầu chuyên nghiệp cho đội tuyển Boston Bruins, thành viên của đội khúc côn cầu trên băng Olympic Phần Lan 2014
- Juha Taskinen, người chuyên làm phim tài liệu và nhiếp ảnh gia thiên nhiên
- Kari Hietalahti, diễn viên

## Liên kết ngoài

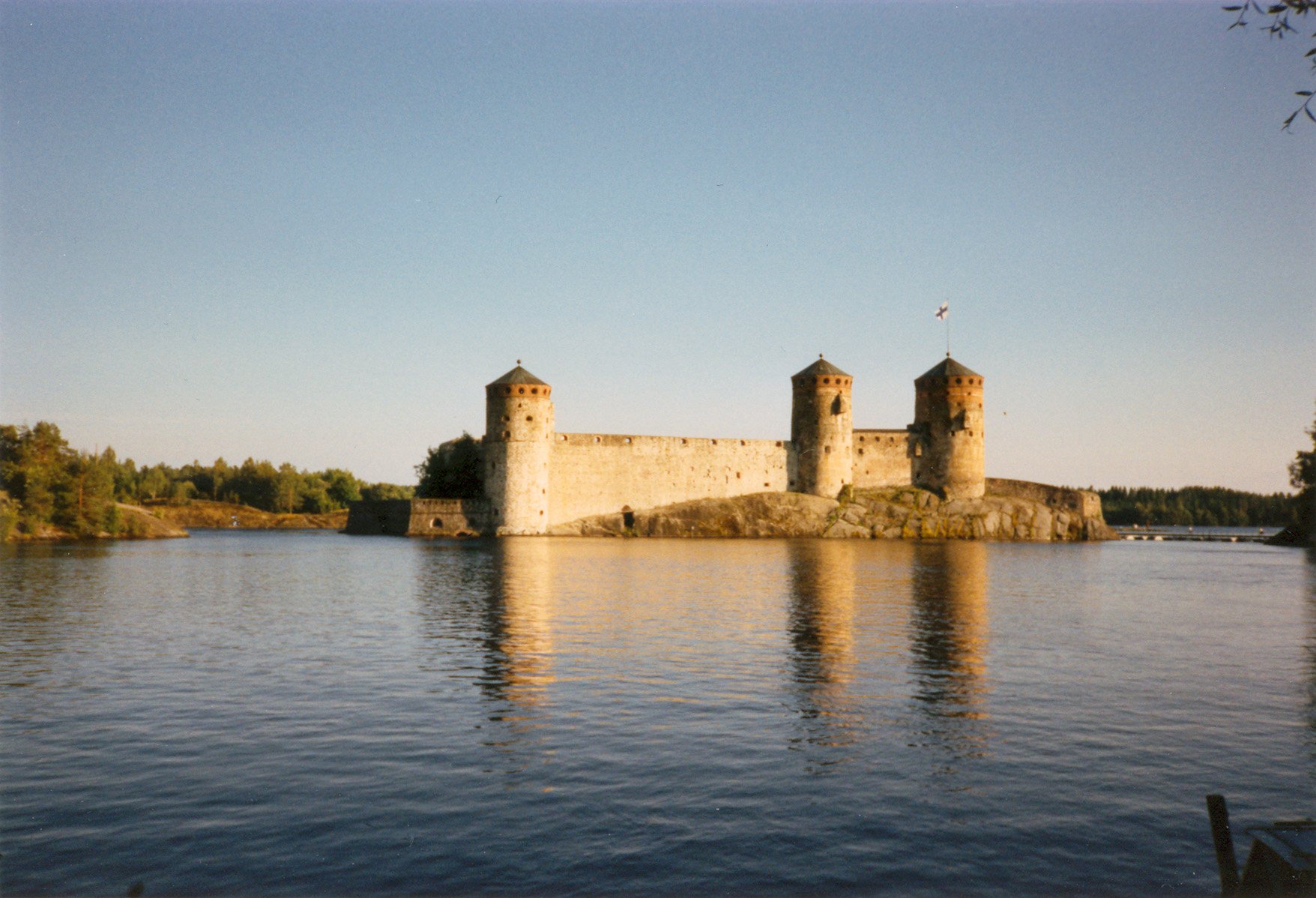
Lâu đài Olavinlinna vào năm 1989

## Hình ảnh

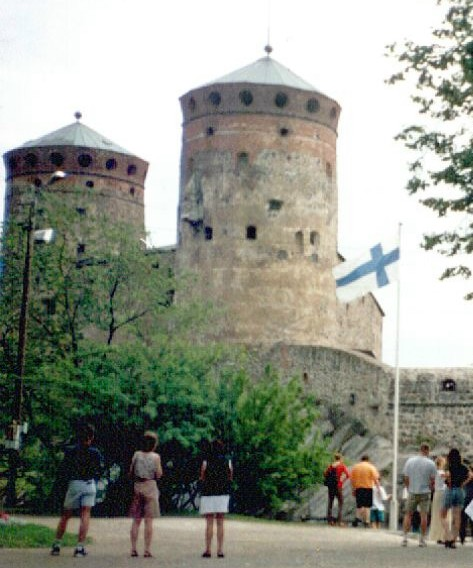
Olavinlinna llà một tòa lâu đài với 3 tháp vào thế kỷ 15.

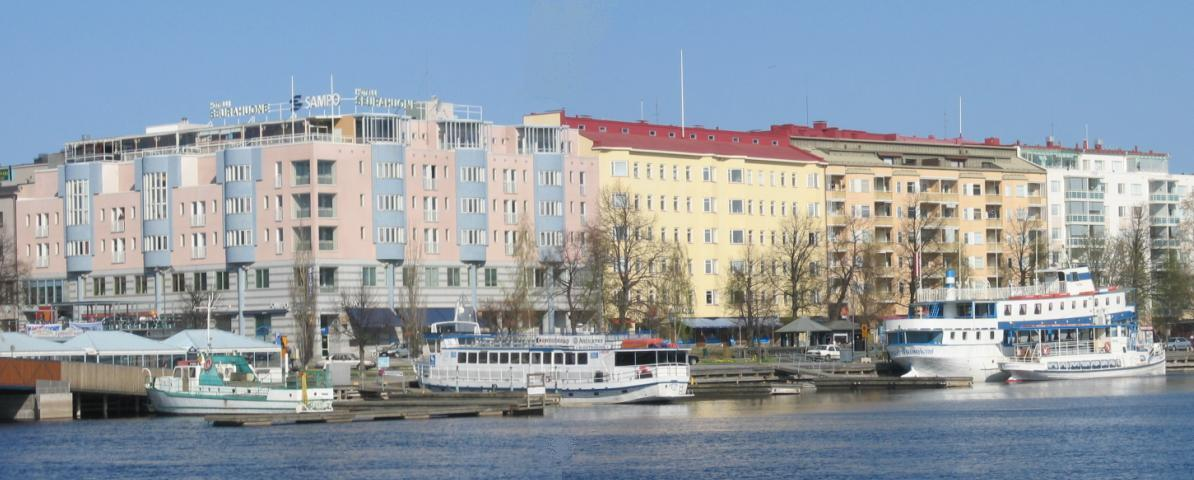
Bến cảng đón khách tại Savonlinna.
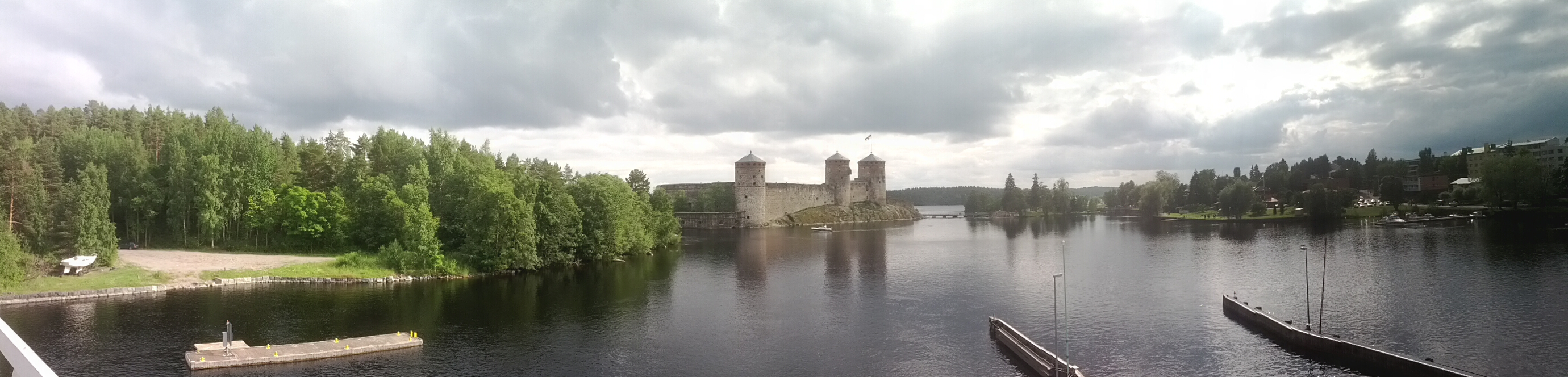
Lâu đài Olavinlinna nhìn từ đường ray trên sông.
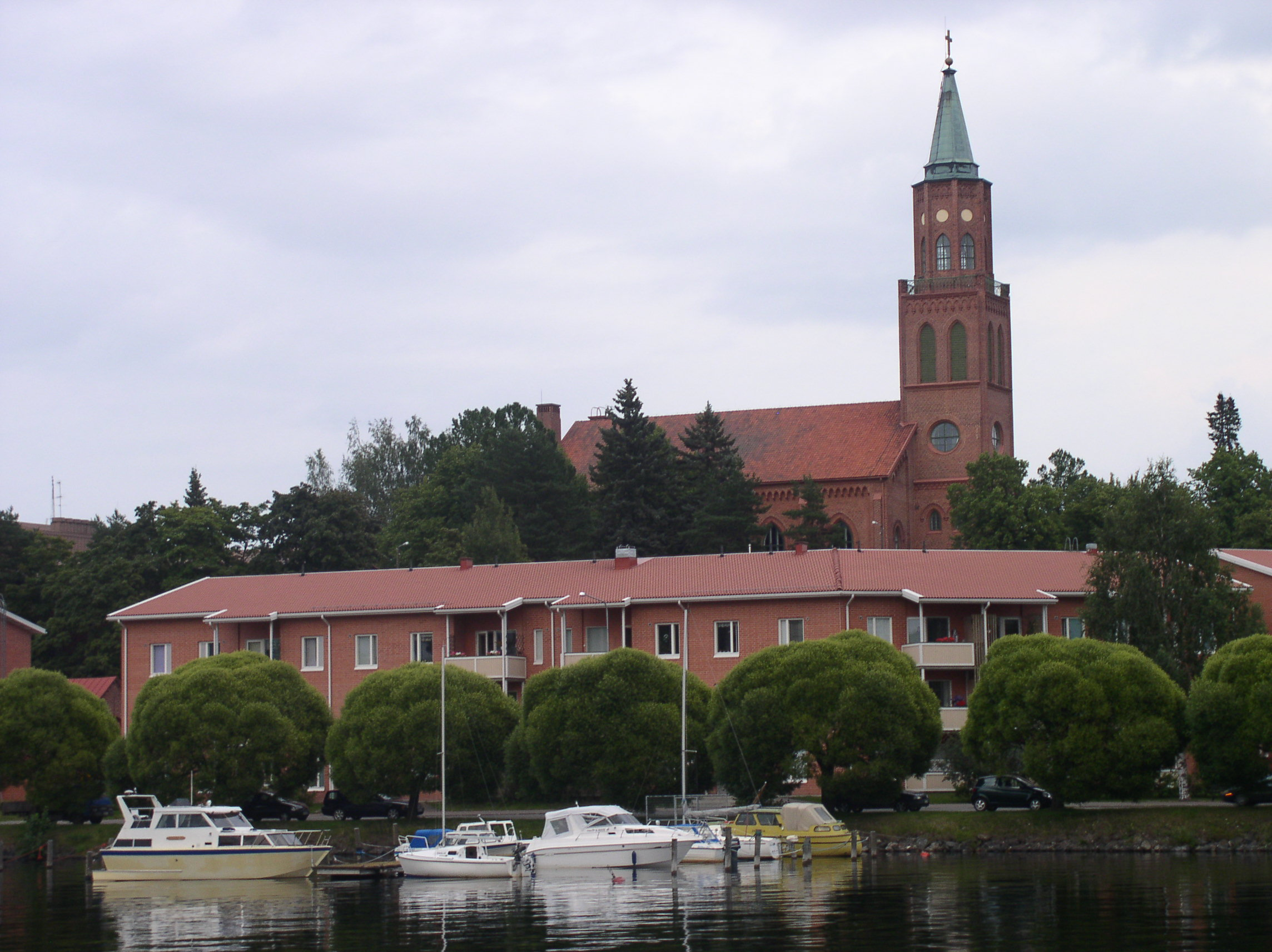
Nhà thờ Savonlinna là một nhà thờ dòng Phúc Âm thuộc giáo hội Luther
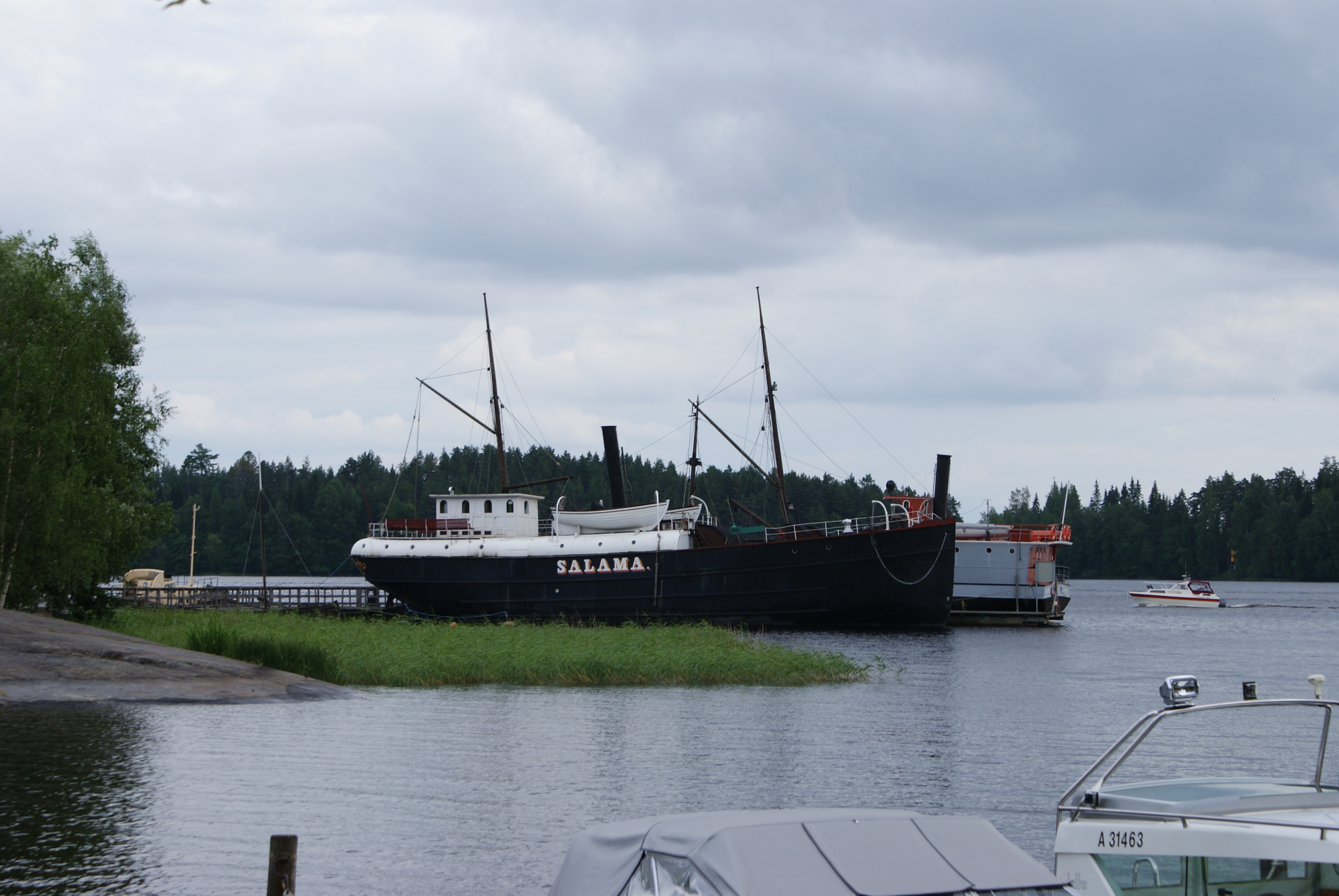
Thuyền Salama neo đậu tại cảng của Bảo tàng Thành phố Savonlinna.
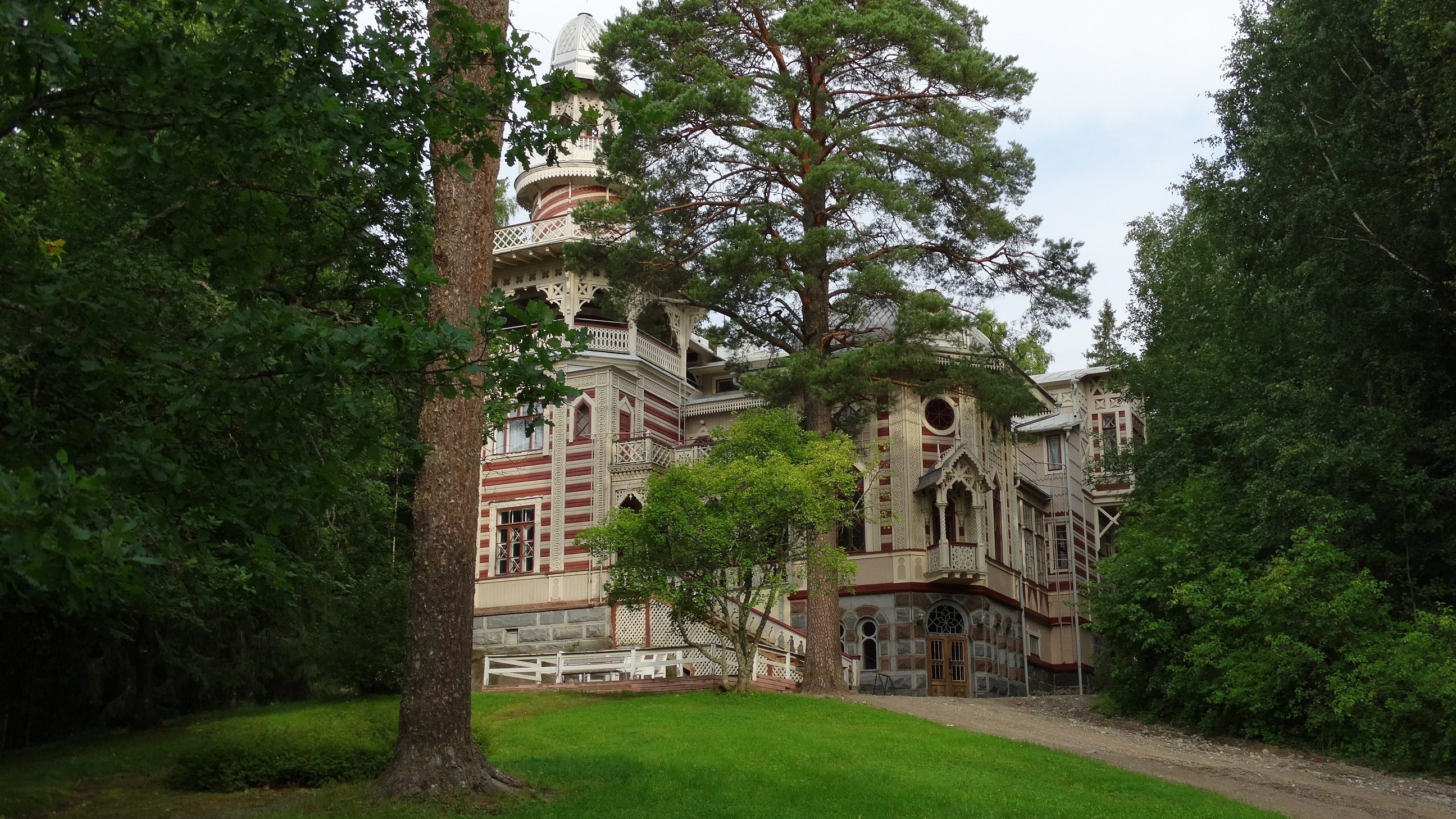
Biệt thự Rauhalinna nằm ở Lehtiniemi
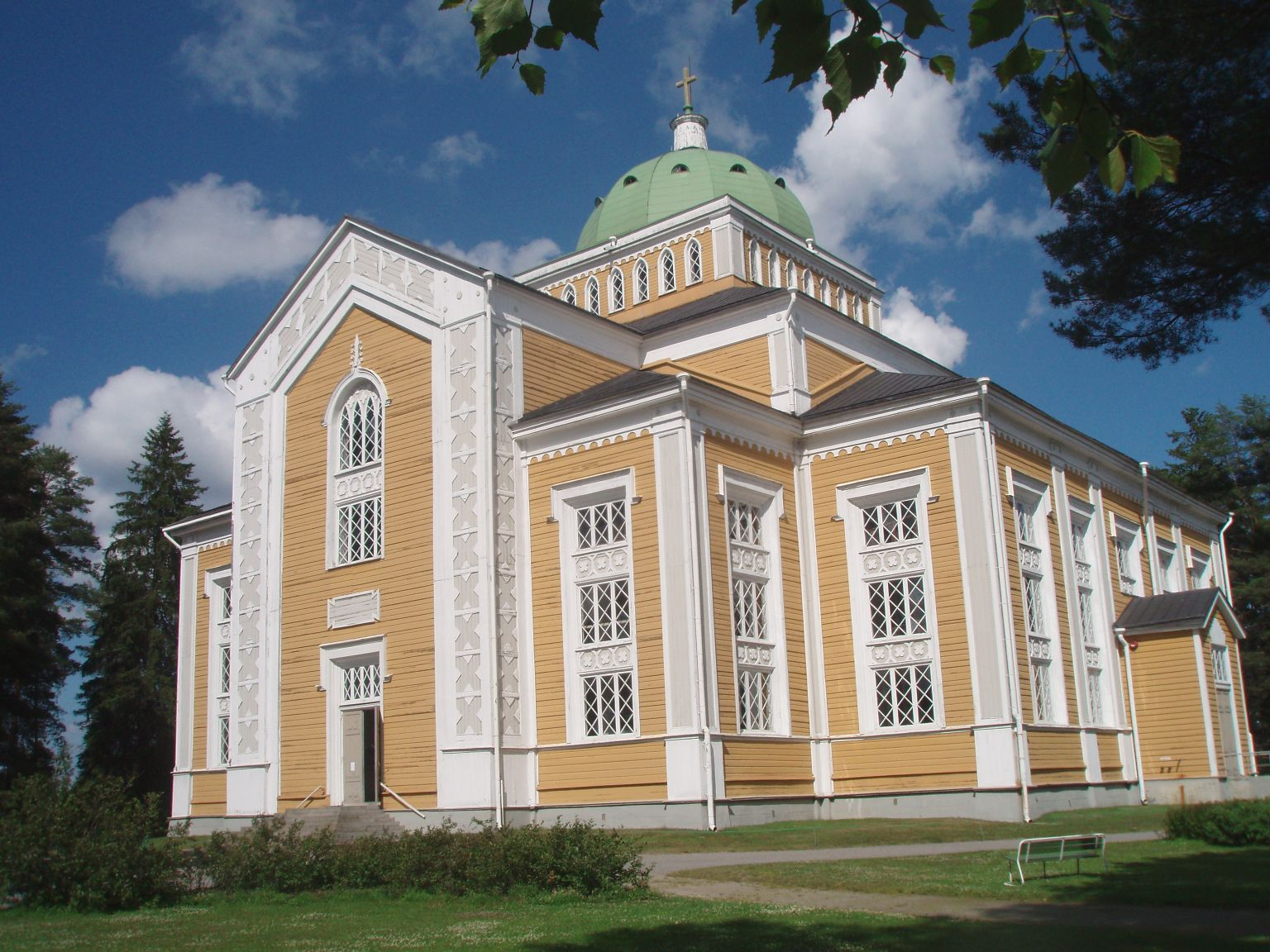
Nhà thờ Kerimäki là nhà thờ bằng gỗ lớn nhất thế giới.
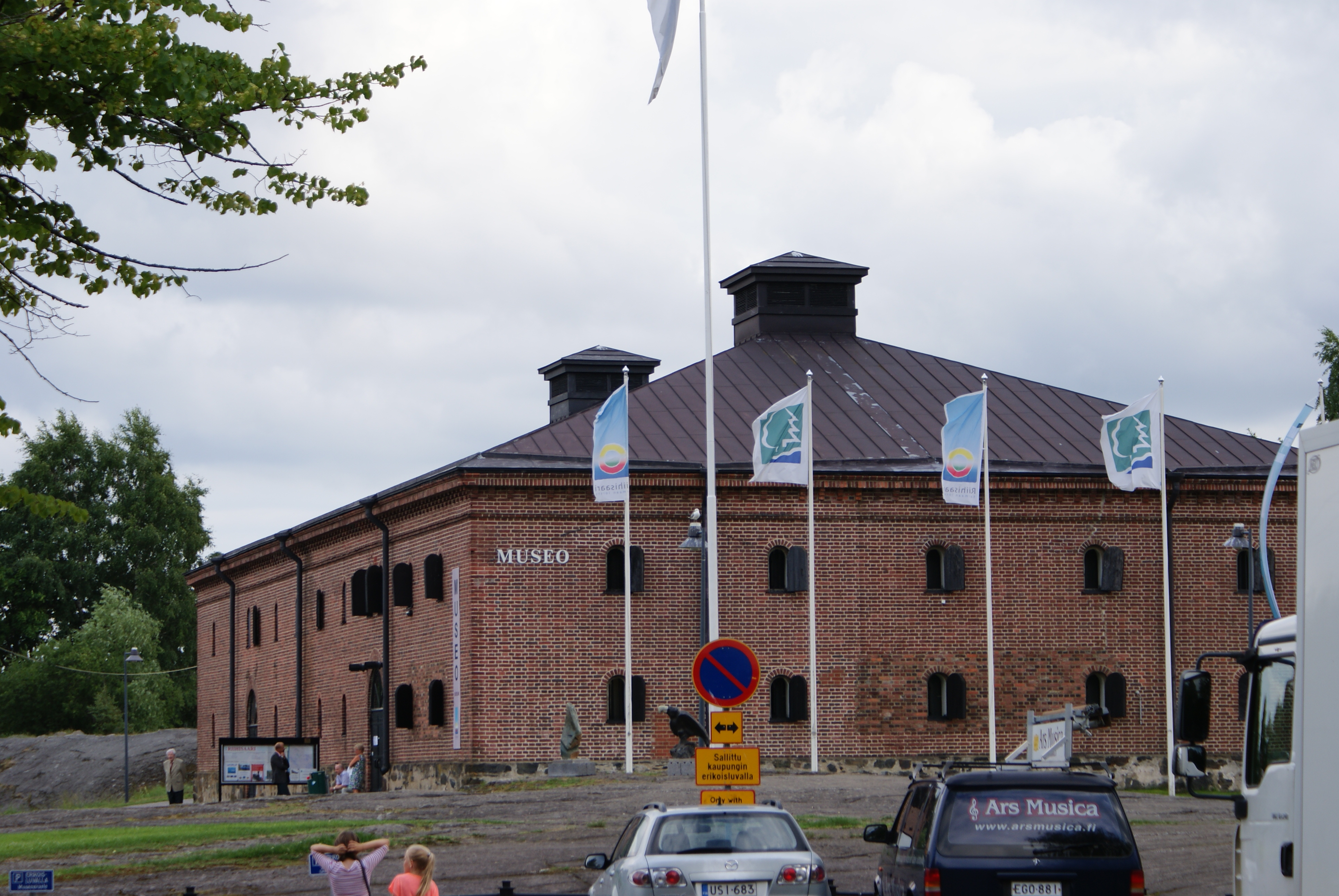
Bảo tàng thành phố Savonlinna
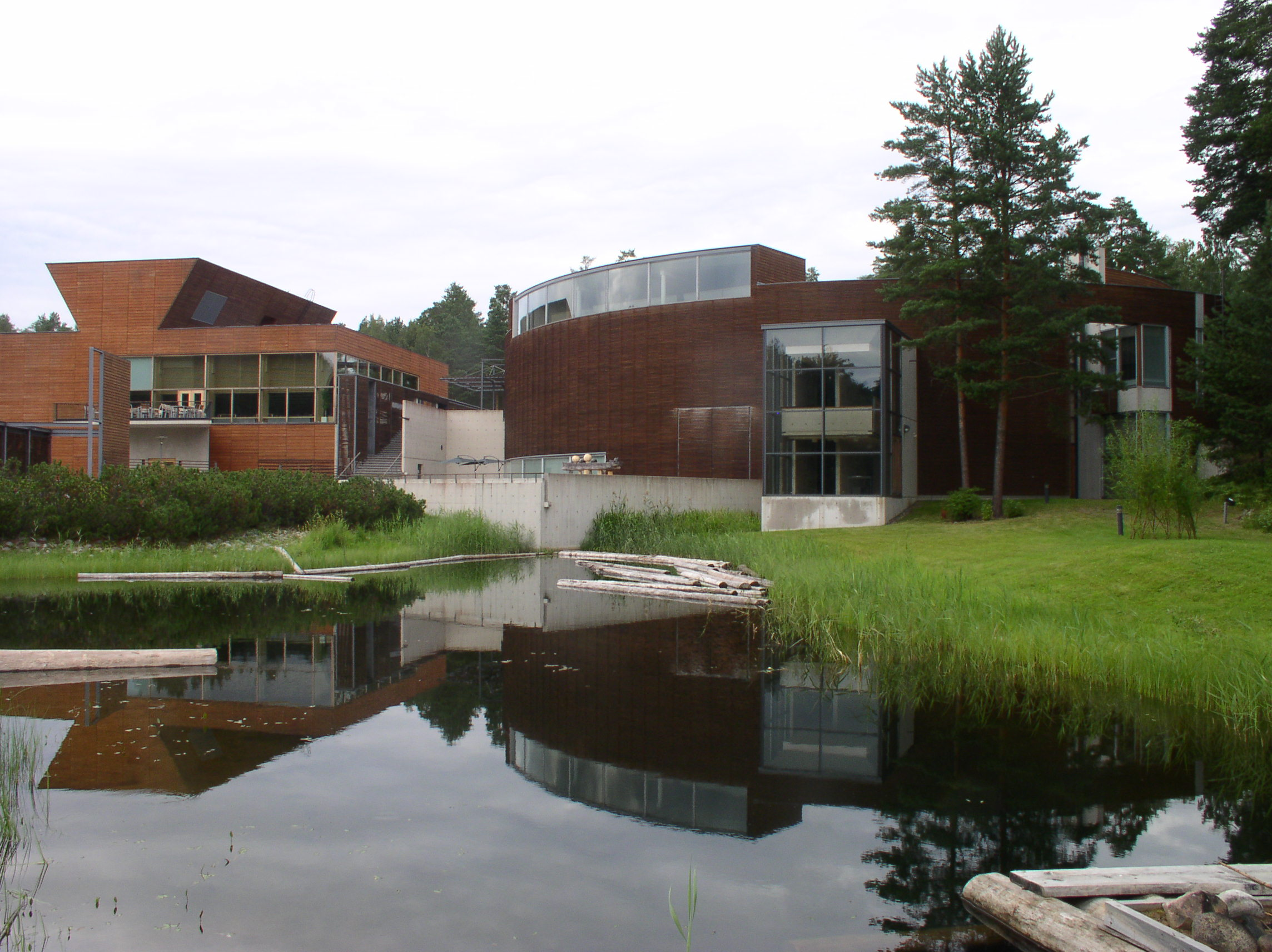
Bảo tàng rừng quốc gia Lusto nằm ở Punkaharju
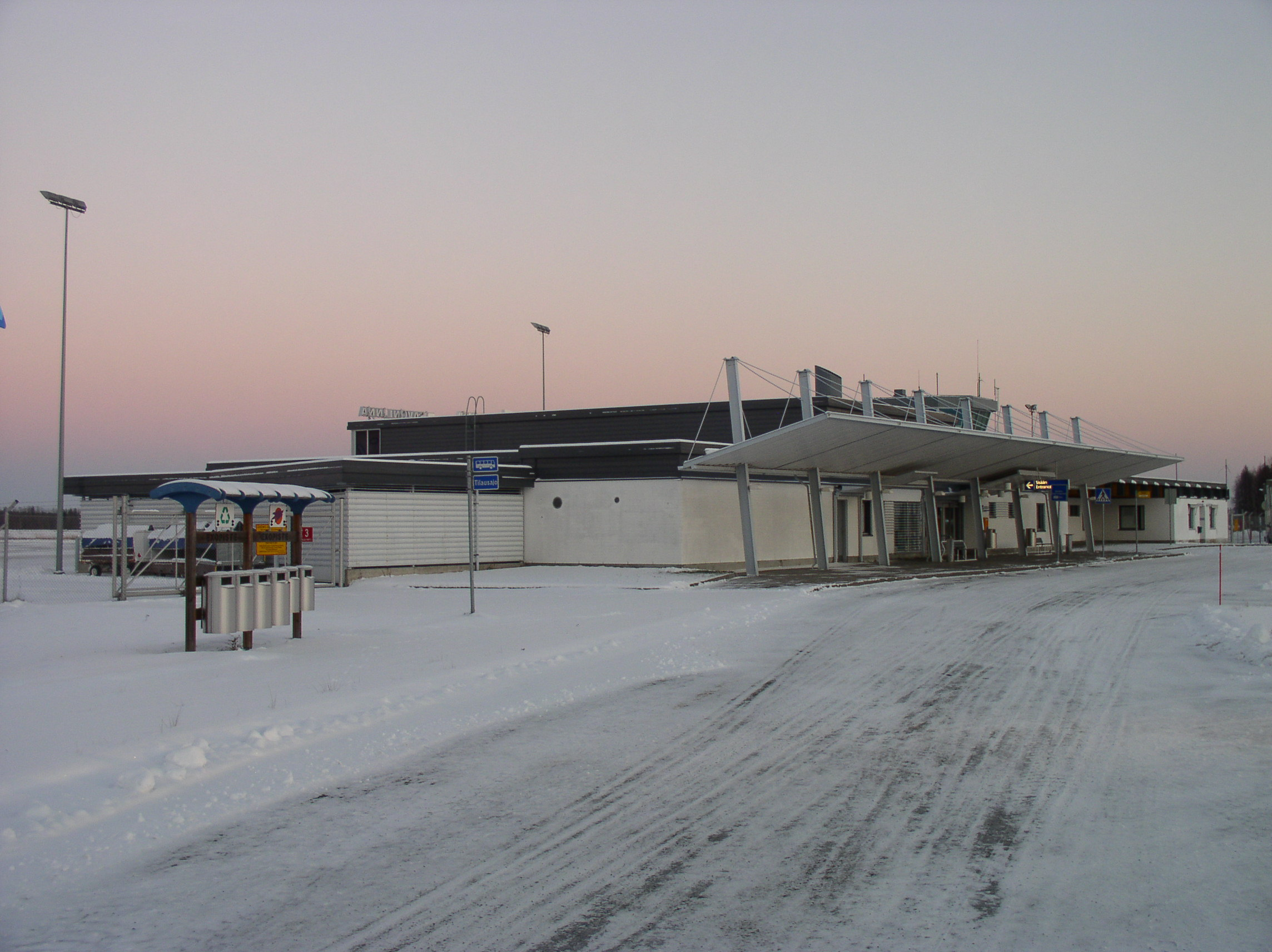
Sân bay Savonlinna
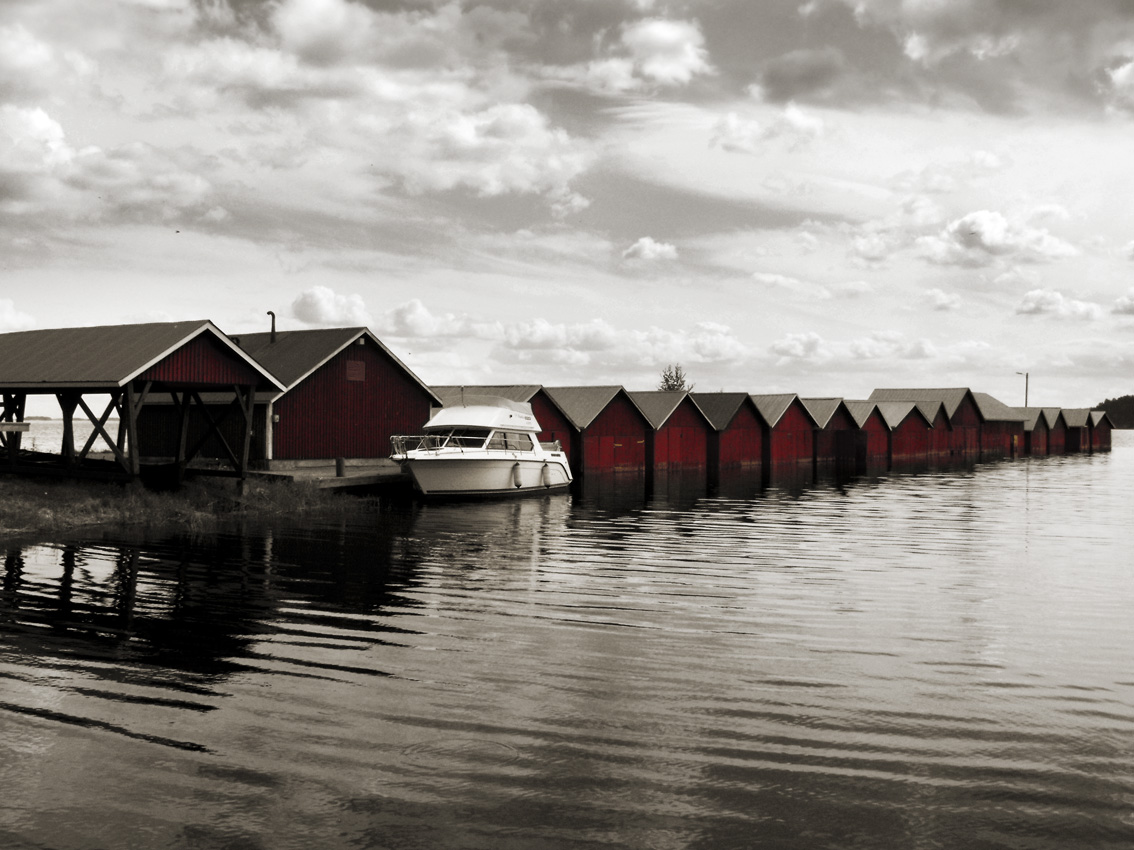
Nhà thuyền ở Kerimäki